# Liste de ponts des Deux-Sèvres

## Ponts de longueur supérieure à 100 m
Les ouvrages de longueur totale supérieure à 100 m du département des Deux-Sèvres sont classés ci-après par gestionnaires de voies.

### Voies ferrées
- Viaduc de Thouars

## Ponts de longueur comprise entre 50 m et 100 m
Les ouvrages de longueur totale comprise entre 50 et 100 m du département des Deux-Sèvres sont classés ci-après par gestionnaires de voies.

## Ponts présentant un intérêt architectural ou historique
Les ponts des Deux-Sèvres inscrits à l’inventaire national des monuments historiques sont recensés ci-après.
- Pont du Vernay - Airvault
- Pont Cadoret (ancien) - Argenton-Château
- Pont de Taizon (ancien) - Argenton-l'Église - Bagneux - Saint-Martin-de-Sanzay
- Pont - Azay-le-Brûlé
- Pont - Beaussais - XIXe siècle
- Passerelles - Celles-sur-Belle - XVIIIe siècle ; XXe siècle
- Ponts - Celles-sur-Belle - XIXe siècle
- Pont de la Vioche - Celles-sur-Belle - XIXe siècle
- Pont - Chiché - XIIIe siècle
- Pont - Faye-l'Abbesse - XIIIe siècle
- Pont - Gourgé -
- Ponts - Pamproux - XIXe siècle
- Passerelle - Prailles - XIXe siècle
- Pont. - Sainte-Soline - Contemporain ; XXe siècle
- Pont sur le Thouet - Saint-Généroux
- Pont - Saint-Maixent-l'École - XVIIe siècle ; XVIIIe siècle
- Vieux Pont - Saint-Varent
- Pont - Thorigné - XVIIIe siècle ; XXe siècle
- Vieux Pont - Thouars
- Passerelle - Vitré - XVIIIe siècle

### Sources
- Base de données Mérimée du Ministère de la Culture et de la Communication.